# Miejski Szpital Zespolony w Olsztynie
Miejski Szpital Zespolony w Olsztynie (daw. Szpital Mariacki) – szpital w Olsztynie położony przy ulicy Niepodległości 44, Mariańskiej 4 oraz al. Wojska Polskiego 30. Szpital ma 14 oddziałów, na których znajduje się 307 łóżek oraz 15-łóżkowy komercyjny oddział leczenia otyłości. W skład szpitala wchodzi również 14 poradni specjalistycznych.

## Kalendarium historii Szpitala
- 4 października 1864 - uroczyste wmurowanie kamienia węgielnego pod budowę nowego szpitala
- 1870 - zakończenie budowy Szpitala Mariackiego
- lata 1926 i 1929 - rozbudowa Szpitala - dobudowanie drugiego piętra budynku
- lata 30. XX wieku - Szpital Mariacki posiada 350 łóżek
- 1935 r. - wzniesienie budynku izolacyjnego dla oddziału zakaźnego
- koniec lat 40. - rozpoczyna pracę laboratorium analityczne oraz pracownia radiologiczna
- koniec II wojny światowej - z nowocześnie urządzonego Szpitala Mariackiego pozostaje jedynie budynek, również dotknięty skutkami wojny
- lata 1945-1946 - zorganizowanie oddziałów: wewnętrznego, chirurgicznego, ginekologicznego, zakaźnego, położniczo-niemowlęcego i dziecięcego.
- 1948-1970 - Szpital Mariacki funkcjonuje jako Szpital Wojewódzki - do czasu wybudowania Szpitala Wojewódzkiego
- 16 października 1952 - nadanie Szpitalowi Mariackiemu imienia Mikołaja Kopernika
- grudzień 1998 - przekształcenie Szpitala z jednostki budżetowej w samodzielny publiczny zakład opieki zdrowotnej
- marzec 2000 - włączenie do struktur Miejskiego Szpitala Zespolonego Szpitala Kolejowego

## Oddziały szpitalne
- Oddziały w budynku przy ul. Niepodległości 44
  - Oddział Chirurgii Ogólnej
  - Oddział Chirurgii Urazowo–Ortopedycznej
  - Oddział Kliniczny Chirurgii Klatki Piersiowej
  - Oddział Wewnętrzny
  - Oddział Kardiologiczno–Internistyczny (z pododdziałem intensywnej opieki kardiologicznej i szybkiej diagnostyki oraz pododdziałem kardiologicznym)
  - Oddział Okulistyczny
  - Oddział Laryngologii - Zespół Chirurgii Jednego Dnia
  - Oddział Chirurgii Szczękowej
  - Oddział Urologiczny
  - Oddział Ginekologiczno-Położniczy
  - Oddział Noworodków i Wcześniaków (z pododdziałem intensywnego nadzoru)
  - Oddział Anestezjologii i Intensywnej Terapii
- Oddziały w budynku na al. Wojska polskiego 30
  - Klinika i Katedra Dermatologii,
  - Oddział Reumatologiczny
  - Komercyjny Oddział Leczenia Otyłości

## Poradnie specjalistyczne
- Poradnie Specjalistyczne przy ul. Niepodległości 44
  - Poradnia Konsultacyjna dla noworodków i wcześniaków
  - Poradnia Patologii Ciąży
  - Poradnia Chirurgii Szczękowej
- Poradnie Specjalistyczne przy ul. Mariańskiej 4
  - Poradnia Kardiologiczna
  - Poradnia Neurologiczna
  - Poradnia Diabetologiczna
  - Poradnia Endokrynologiczna
  - Poradnia Leczenia Bólu
  - Poradnia Okulistyczna i Laseroterapii
  - Poradnia Chirurgii Klatki Piersiowej
- Poradnie przy Al. Wojska Polskiego 30
  - Poradnia Reumatologiczna i Osteoporozy
  - Poradnia Dermatologiczna
  - Poradnia Urologiczna